# Roberto Martínez
Roberto Martínez Montoliú (phát âm tiếng Tây Ban Nha: [marˈtineθ], tiếng Anh: /mɑrˈtɪnɛz/) (sinh ngày 13 tháng 7 năm 1973) là một huấn luyện viên và là cựu cầu thủ bóng đá chuyên nghiệp người Tây Ban Nha, hiện đang dẫn dắt Đội tuyển bóng đá quốc gia Bồ Đào Nha.
Martínez thi đấu ở vị trí tiền vệ phòng ngự và bắt đầu sự nghiệp tại Real Zaragoza, đội mà ông đã giành được Copa del Rey. Anh ấy đã trải qua một năm ở đội bóng hạng dưới CF Balaguer, trước khi ký hợp đồng với đội bóng Football League Third Division Wigan Athletic. Trở thành một phần của đội bóng nhỏ người Tây Ban Nha tại câu lạc bộ được gọi là "ba người bạn" cùng với Jesús Seba và Isidro Díaz, ông là cầu thủ thường xuyên của đội một trong sáu năm, khoảng thời gian dài nhất anh ấy ở một câu lạc bộ. Trong thời gian ở đó, anh ấy đã giành được Football League Third Division và Football League Trophy. Anh ấy chuyển đến đội bóng của Scotland Motherwell, sau đó đến Walsall, trước khi gia nhập Swansea City vào năm 2003. Anh ấy trở thành đội trưởng của câu lạc bộ và giúp đội giành quyền thăng hạng League One vào năm 2005. Anh ấy chuyển đến Chester City vào năm 2006, và một lần nữa được chọn làm đội trưởng.
Năm 2007, ông nghỉ thi đấu để trở thành huấn luyện viên của Swansea City, dẫn dắt họ thăng hạng từ League One với tư cách là nhà vô địch. Sau đó, anh gia nhập Wigan Athletic vào năm 2009, giúp câu lạc bộ tránh xuống hạng trong ba mùa giải liên tiếp. Ở mùa giải thứ tư, Wigan bị xuống hạng, nhưng đã giành được FA Cup vào năm 2013 lần đầu tiên trong lịch sử câu lạc bộ. Vào cuối mùa giải đó, ông trở thành huấn luyện viên của Everton. Vào tháng 5 năm 2016, ông bị sa thải khỏi vị trí huấn luyện viên của họ và trở thành huấn luyện viên trưởng của Bỉ vào ngày 3 tháng 8 năm 2016. Martinez đã dẫn dắt họ đến vị trí thứ ba tại FIFA World Cup 2018, vị trí tốt nhất từ trước đến nay của họ trong cuộc thi, cũng như giữ vị trí đầu tiên cho Bỉ trong Bảng xếp hạng bóng đá nam FIFA từ 2018 đến 2022. Ông từ chức ở đội tuyển Bỉ sau FIFA World Cup 2022. Tháng 1 năm 2023, ông được bổ nhiệm làm huấn luyện viên trưởng đội tuyển Bồ Đào Nha.

## Đầu đời
Sinh ra ở Balaguer, Lleida, Catalonia, Martínez bắt đầu sự nghiệp của mình tại câu lạc bộ quê nhà CF Balaguer tại Tercera División, chơi trận đầu tiên cho đội trẻ của câu lạc bộ khi mới 9 tuổi. Ông đã chơi ở mọi cấp độ bóng đá trẻ cho câu lạc bộ trước khi chuyển đến Real Zaragoza ở tuổi 16.

## Danh hiệu

### Cầu thủ
Real Zaragoza
- Copa del Rey: 1993–94[3]

Wigan Athletic
- Football League Third Division: 1996–97[3]
- Football League Trophy: 1998–99[4]

Swansea City
- Football League Trophy: 2005–06[4]

### Huấn luyện viên
Swansea City
- Football League One: 2007–08[5]

Wigan Athletic
- FA Cup: 2012–13[6]

Belgium
- FIFA World Cup Hạng ba: 2018[7]

Portugal
•  Vô địch  Giải vô địch bóng đá các quốc gia châu Âu (UEFA Nations League): 2024-2025

### Cá nhân
- League One Manager of the Year: 2007–08
- Wigan Athletic Player of the Year: 1996
- PFA Third Division Team of the Year: 1996, 1997
- Premier League Manager of the Month Award: April 2012
- Football League One Manager of the Month Award: October 2007, December 2007, January 2008

### Chung
- Martínez, Roberto (2008). Kicking Every Ball: My Story So Far. Y Lolfa. ISBN 978-1-84771-085-7.

### Cụ thể
1. 1 2 3 4  "Roberto Martínez: Roberto Martínez Montoliu: Player". BDFutbol. Truy cập ngày 3 tháng 2 năm 2018.
2. ↑  "Roberto Martinez's seat of learning". The Times. London. ngày 18 tháng 10 năm 2009. Truy cập ngày 20 tháng 3 năm 2011.[liên kết hỏng](yêu cầu đăng ký)
3. 1 2  "Roberto Martinez: Everton appoint former Wigan manager". BBC Sport. Truy cập ngày 18 tháng 4 năm 2015.
4. 1 2